# Saint-Paul-en-Born
Saint-Paul-en-Born là một xã, thuộc tỉnh Landes trong vùng Nouvelle-Aquitaine. Xã này có diện tích 43,53 kilômét vuông, dân số năm 2006 là 693 người. Xã này nằm ở khu vực có độ cao trung bình 15 mét trên mực nước biển.

## Biến động dân số
| Năm | 1962 | 1968 | 1975 | 1982 | 1990 | 1999 | 2006 |
| --- | ---- | ---- | ---- | ---- | ---- | ---- | ---- |
| Dân số | 411  | 433  | 477  | 460  | 597  | 602  | 693  |
| From the year 1962 on: No double counting—residents of multiple communes (e.g. students and military personnel) are counted only once. |      |      |      |      |      |      |      |